# Bacino degli Appalachi

Le cinque provincie geologiche dei monti Appalachi, tra cui è compreso il bacino degli Appalachi.

Il bacino degli Appalachi è un bacino strutturale di avampaese che contiene rocce sedimentarie paleozoiche che coprono l'intero periodo che va dall'inizio del Cambriano fino al Permiano.
Il suo nome fa riferimento ai monti Appalachi, una catena montuosa situata nella parte orientale del nord America.
Da nord a sud la provincia del bacino degli Appalachi attraversa gli stati americani di New York, Pennsylvania, Ohio, Virginia Occidentale, Maryland, Kentucky, Virginia, Tennessee, Georgia e Alabama. Il margine settentrionale del bacino degli Appalachi si estende al di fuori della costa dei laghi Erie e Ontario fino al confine tra Stati Uniti e Canada. La provincia del bacino degli Appalachi copre un'area di circa 185 500 miglia quadre (480 000 km²) e ha una lunghezza di 1 075 miglia (1 730 km) da nordest a sudovest e una larghezza da 20 fino a 310 miglia (30 fino a 500 km) da nordovest a sudest.
Il fianco nordovest del bacino è un largo omoclinale che digrada dolcemente a sudovest del Cincinnati Arch. Un terrane complesso dovuto alle spinte della fagliazione (Appalachian Fold e Thrust Belt o Eastern Overthrust Belt), formatosi alla fine del Paleozoico in seguito all'orogenesi alleganiana, caratterizza il fianco orientale del bacino. Le rocce metamorfiche e ignee della Blue Ridge Thrust Belt che delimitano la parte orientale della provincia del bacino degli Appalachi furono spinte verso ovest per più di 150 miglia (240 km) al di sopra delle rocce sedimentarie del Paleozoico.